# Klubowe Mistrzostwa Afro-Azjatyckie
Mistrzostwa Afro-Azjatyckie – określane jako Puchar Afro-Azjatycki, były turniej piłkarski zatwierdzony przez Konfederację Afrykańskiej Piłki Nożnej (CAF) i Azjatycką Konfederacje Piłkarską (AFC).

## Historia
Mistrzostwa miały wyłonić najlepszy klub obu kontynentów spośród zwycięzców Afrykańskiej Ligi Mistrzów i Azjatyckiej Ligi Mistrzów. Rozgrywki były wzorowane na Pucharze Interkontynentalnym organizowanym przez UEFA i CONMEBOL.
Pierwsze dwa mistrzostwa odbyły się w 1986 i 1987 r. i zostały rozstrzygnięte przez rozegranie jednego meczu. Od 1988 do 1998 roku odbywało się to w formie dwumeczu. Ostatnim zwycięzcą był marokański klub Raja Casablanca, który pokonał koreański Pohang Steelers.

## Zakończenie mistrzostw
Rozgrywki zostały oficjalnie przerwane po decyzji CAF w dniu 30 lipca 2000 r., gdyż przedstawiciel AFC poparł Niemcy w głosowaniu na przeprowadzenie Mistrzostw Świata 2006 zamiast RPA (które ostatecznie wygrało głosowanie na następne mistrzostwa w 2010 roku).
W 2000 roku wystartowały Klubowe Mistrzostwa Świata, a od 2005 roku skutecznie zastąpiły zarówno Mistrzostwa Afro-Azjatyckie jak i Puchar Interkontynentalny, gdyż obejmują one wszystkich klubowych mistrzów kontynentów.

## Triumfatorzy
Rozstrzygnięcie poprzez jeden mecz:
| Rok  | Zwycięzca     | Wynik | Finalista         |
| ---- | ------------- | ----- | ----------------- |
| 1986 | Daewoo Royals | 2:0   | FAR Rabat         |
| 1987 | Zamalek SC    | 2:0   | Furukawa Electric |

Roztrzygnięcie poprzez dwumecz:
| Rok  | Zwycięzca              | Wynik 1 meczu | Wynik 2 meczu | Finalista               |
| ---- | ---------------------- | ------------- | ------------- | ----------------------- |
| 1988 | Al-Ahly Kair           | 3:1           | 1:0           | Yomiuri*                |
| 1989 | ES Sétif*              | 2:0           | 3:1           | Al-Sadd                 |
| 1990 | nie odbyły się         |               |               |                         |
| 1991 | nie odbyły się         |               |               |                         |
| 1992 | Club Africain*         | 2:1           | 2:2           | Al-Hilal                |
| 1993 | Wydad Casablanca       | 0:0           | 2:0           | PAS Tehran F.C.*        |
| 1994 | Thai Farmers Bank F.C. | 1:2           | 1:0 (b. wyj.) | Zamalek SC*             |
| 1995 | Espérance Tunis        | 1:1           | 3:0           | Thai Farmers Bank F.C.* |
| 1996 | Cheonan Ilhwa Chunma   | 0:0           | 5:0           | Orlando Pirates*        |
| 1997 | Zamalek SC             | 1:2           | 1:0 (b. wyj)  | Pohang Steelers*        |
| 1998 | Raja Casablanca        | 2:2           | 1:0           | Pohang Steelers*        |
| 1999 | nie odbyły się         |               |               |                         |

- gospodarz pierwszego meczu